# Dzsingisz Gábor
Jenő Dzsingisz Gábor (Győr, 14 maart 1940) is een Nederlands voormalig politicus voor het CDA en bestuurder.
Gábor, van Hongaarse komaf, vluchtte na de Hongaarse Opstand van 1956 met zijn moeder naar Nederland. Daar werkte hij zich via gemeentelijke functies op tot burgemeester van de Twentse gemeente Haaksbergen. Gábor werd in 1990 staatssecretaris van natuurbeheer, na het gedwongen vertrek van minister Gerrit Braks. Na zijn staatssecretariaat was hij vier jaar Tweede Kamerlid. Nadien bekleedde hij een diplomatieke functie in zijn geboorteland.

## Loopbaan
- medewerker Industriële Integratie en hoofd afdeling Scheepsbouw, ministerie van Economische Zaken, vanaf 1966
- medewerker hoofdafdeling Metalen eindproducten, directoraat-generaal van Industrie en Handel, ministerie van Economische Zaken, omstreeks 1971 tot 1972
- medewerker afdeling economische zaken gemeente 's-Gravenhage, van 1972 tot 1975
- lid gemeenteraad van Woerden, van 3 september 1974 tot 5 september 1978
- onderzoekscoördinator gemeente 's-Gravenhage, van 1975 tot 1978
- lid Provinciale Staten van Zuid-Holland, van 4 juli 1978 tot 16 november 1983[1]
- hoofd kabinetszaken en chef kabinet van de burgemeester van 's-Gravenhage, van 1978 tot 1982
- hoofd afdeling economische zaken (tevens Coördinator Wederopbouw Scheveningen) gemeente 's-Gravenhage, van 1982 tot november 1983
- burgemeester van Haaksbergen, van 16 november 1983 tot 28 september 1990
- staatssecretaris van Landbouw, Natuurbeheer en Visserij (belast met natuurbeheer en welzijn van dieren), van 28 september 1990 tot 22 augustus 1994
- lid Tweede Kamer der Staten-Generaal, van 17 mei 1994 tot 19 mei 1998
- landbouwraad te Boedapest (werkgebied Hongarije, Kroatië, Joegoslavische Republieken, Bosnië en Herzegovina en Macedonië), vanaf juni 1998
- bestuursvoorzitter Vluchtelingenorganisaties Nederland (VON), vanaf juni 2008

## Partijpolitieke functies
- lid bestuur CDA kamerkring Leiden
- fractievoorzitter CDA Provinciale Staten van Zuid-Holland, van 1981 tot november 1983
- lijsttrekker CDA verkiezingen Provinciale Staten Zuid-Holland, 1982
- fractievoorzitter CDA Intergemeentelijk Overlegorgaan Twente, van 1986 tot september 1990
- medewerker maandblad Bestuursforum
- medewerker CDA-partijkrant Politiek Nieuws
- lid commissie buitenland CDA
- lid commissie Midden- en Oost-Europa CDA
- lid Programcommissie Tweede Kamerverkiezingen Sector Binnenlands Bestuur en Politiezaken CDA, van 1989 tot 1990

## Nevenfuncties
- lid bestuur Press Now (organisatie voor steun aan vrije pers)
- lid bestuur Stichting Pro Hungaria Christiana
- lid bestuur Europese Beweging Nederland-Hongarije
- lid visitatiecommissie Landelijk Gebied in opdracht van het Interprovinciaal Overleg (IPO), van oktober 2005 tot december 2005
- lid dagelijks bestuur Overlegorgaan Midden-Holland, van 1976 tot 1978
- lid Raad voor de Gemeentefinanciën (RGF)
- lid overlegorgaan kabinet en minderheidsgroepen
- voorzitter Taskforce Versterking Recreatietoervaart, van september 2008 tot november 2008

## Opleiding
- lager onderwijs op diverse scholen in Hongarije
- h.b.s.-b R.K. Canisiuscollege te Nijmegen tot 1959
- internationaal bestuursrecht en economie Katholieke Economische Hogeschool te Tilburg, van 1959 tot 1966

## Activiteiten

### Als parlementariër
- Gábor hield zich in de Tweede Kamer bezig met binnenlandse zaken, ruimtelijke ordening en Europese samenwerking

### Als bewindspersoon
- Hij bracht in 1992 een wet tot stand die subsidiëring regelt van landschapsbeheer in landbouwgebieden en reservaten
- Hij bracht in 1992 samen met staatssecretaris Simons de in 1980 door minister Braks ingediende Gezondheids- en welzijnswet voor dieren in het Staatsblad. Deze kaderwet bevat regels over onder andere het melden van besmettelijke dierziekten, over het slachten van dieren, over diermarkten en het tentoonstellen van dieren, over huisvesting van dieren en over diervoeder. Verder zijn regels opgenomen over de uitvoer van dieren en dierlijke producten. De wet verving onder meer de Paardenwet 1939, de Bijenwet 1947, de Vogelziektenwet, de Wet op de dierenbescherming, de Wet dierenvervoer en de wet inzake minimumeisen voor het houden van legkippen.
- Gábor bracht in 1993 de nota Jacht en wildbeheer uit.[2]
- Hij bracht in 1993 een wet tot stand die het rapen van kievitseieren aan strengere regels bindt. Het rapen van eieren blijft toegestaan mits dit gecombineerd wordt met natuurbeschermingsactiviteiten.

## Wetenswaardigheden
- Gábor werd in 1968 tot Nederlander genaturaliseerd.
- Zijn vader was docent Grieks op een gymnasium, rector van een gymnasium, gasthoogleraar Poolse literatuur te Kraków en na 1948 arbeider in de zware industrie, arbeider bij de spoorwegen, arbeider in de mijnen en arbeider op een kerkhof
- Gábor trouwde op 10 september 1968 te Veenendaal met Carla Koomen. Zij was lid van Provinciale Staten van Overijssel. Ze hebben twee dochters.
- Hij maakt graag gebruik van zijn grote talenkennis. Naast Hongaars en Nederlands spreekt hij Engels, Frans, Duits, Russisch en Pools.

## Ridderorden
- Ridder in de Orde van de Nederlandse Leeuw, 8 oktober 1994
- Ridder in de Orde van Oranje-Nassau, 18 mei 1998

- Parlement.com: vg09llpegh1u